# Династія Рай
Династія Рай — індоарійська династія, що панувала в Сінді та південному Пенджабі. Повалено 632 року Брамінською династією.

## Історія
З сер. III ст. регіон Сінд увійшов до складу Сасанідської держави. яка тут призначала намісників до 484 року, коли шахинншах Пероз зазнав поразки й загинув під час вторгнення кідаритів, ефталітів та алхон-гунів. В результаті Тохаристан, Сістан та Кабулистан опинилися під владою останніх. Ймовірно в цей час Рай Діваджі скористався ситуацією для захоплення влади в Сінді. Походження династії, кастовий статус і безпосередні обставини приходу до влади, залишається невідомим. Втім ймовірно належали до місцевих впливих політичних чи військових верств. За іншою версією, належали до алхон-гунів, що витікає з нумізматики. Втім ймовірніше династія Рай могла визнати зверхність останніх та карбувати монети за зразком гуннів. Дослідник Чінтаман Вінаяк Вайдя взагалі вважає представників Рай шудрами.
В наступні 50 років відбувається поступово розширення володіння. Ймовірно династія Рай діяла спільно з кідаритами. Ситуація змінилася у 490 році, коли кідарітів було переможено алхон-гунами на чолі із Тораманою. Останній в свою чергу був союзником шахиншаха Кавада I, що почав наступ на Макран, який перші магараджи з династії Рай практично підкорили. У війні з персами зазнав поразки й загинув Рай Сахірас II, внаслідок чого втрачено Макран.
Ситуація почалася змінюватися у 520-х роках, коли алхон-гуни зазнали поразки на Півночі Індостану від коаліції індських монархів на чолі із Яшодарманом, володарем Малви. Він першим почав спроби з відновлення колишньої влади Гуптів над Сіндом. Війни тривали також за часів династій Маукхарі, зверхність яких Рай Сахасі II вимушен був у 590-х років. В подлальшому васальна залежність зберігалася за наступників Маукхарі — Пуш'ябхуті, досягши піку в період імперії Харши. Разом з тим це призвело до політичновійськового послаблення Рай, їх авторитету, наслідком чого стало повалення династії брагманом Чач, що заснував власну династію.

## Територія
Держава складалася з 4 адміністративно-територіальних одиниць на чолі із намісником: південна простягалася від узбережжя Аравійського моря до Лохани і Самони, включаючи Нероонкот і Дебал з резиденцією в Брагманабаді; центральна охоплювала території навколо Джанкана та Руджабану до кордону Макран з резиденцією в Севістані; західна — Батію, Чачпур і Дехпур — з резиденцією в Іскаланді; північна — південний Пеннджаб з Мултаном.